# Saúde de João Paulo II

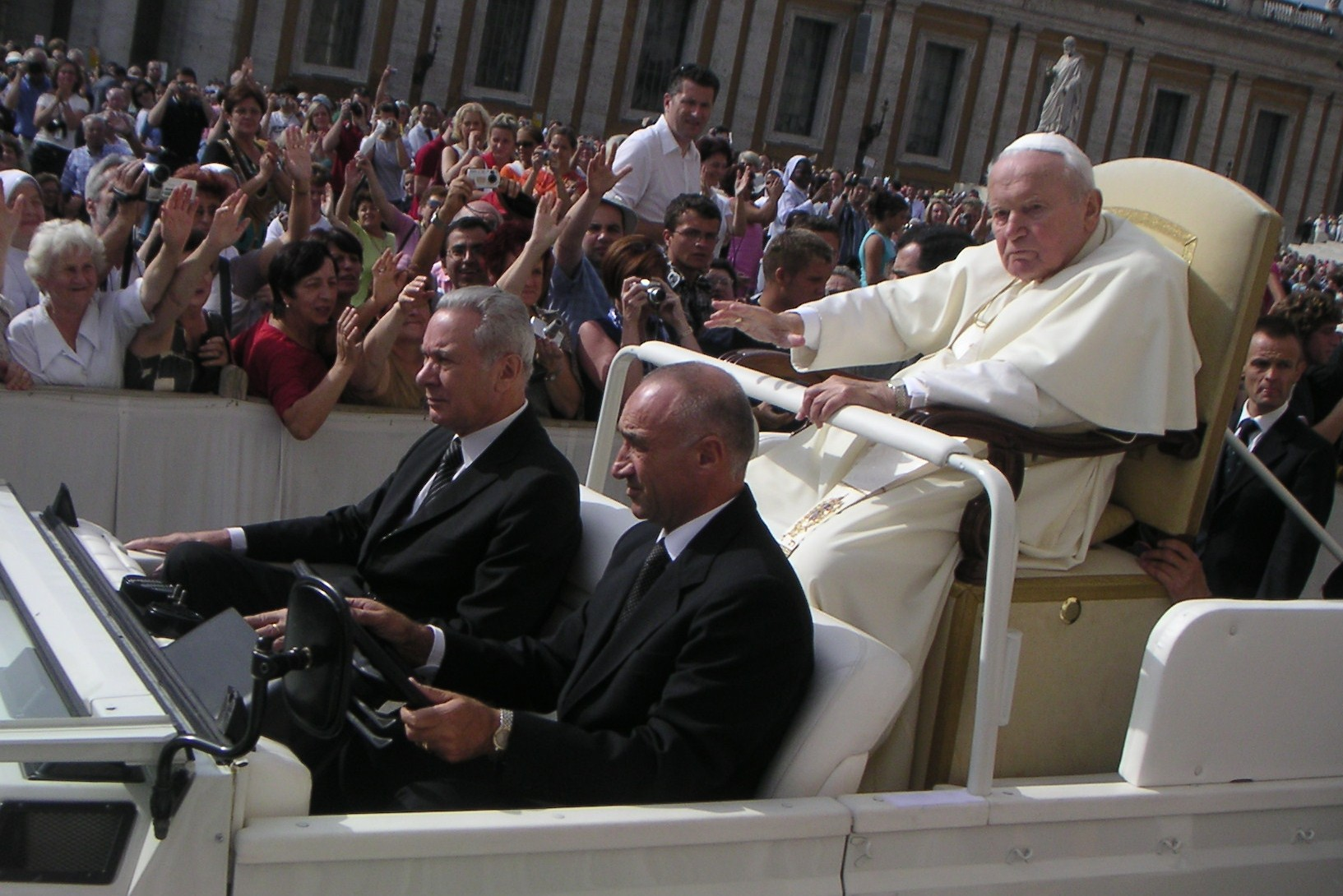
O Papa doente no papamóvel em 22 de setembro de 2004

O histórico médico do Papa João Paulo II inclui duas tentativas de assassinato, dois acidentes domésticos - um sendo a causa da quebra de seu fêmur - e nos seus últimos anos de vida, foi diagnosticado com a doença de Parkinson.

## Histórico
Na década de 40, antes do papado, ele sofreu dois acidentes, fraturou o crânio em um acidente e os ombros enquanto carregava um carrinho carregado de pedra, que o deixou com um ombro mais alto que o outro.
Quando João Paulo II se tornou Papa em 1978, ainda era um ávido esportista. Aos 58 anos era extremamente saudável e ativo, fazia jogging nos Jardins do Vaticano, exercícios com pesos, natação, e caminhadas nas montanhas. Ele gostava de futebol. A mídia fazia comparações com a figura forte e saudável de João Paulo II com a saúde precária de João Paulo I e Paulo VI, a imponência de João XXIII e as reclamações constantes de Pio XII. O único Papa moderno que tinha uma boa aptidão física tinha sido o Papa Pio XI (1922–1939) que era um ávido alpinista. Em relação a seus hábitos destaca-se a prática que o Papa tinha em relação a mortificação, pois segundo o livro Why a Saint? publicado em Janeiro de 2010 por Slawomir Oder, monsenhor que cuida do processo de beatificação de João Paulo II, que realizava a prática conhecida no cristianismo como mortificação, para atingir um grau mais próximo de Deus. Oder diz que no armário do pontífice existia uma cinta utilizada para executar o ato e que também Karol Wojtyla dormia algumas vezes no chão para praticar ascetismo.

## Tentativas de assassinato

### Primeira tentativa

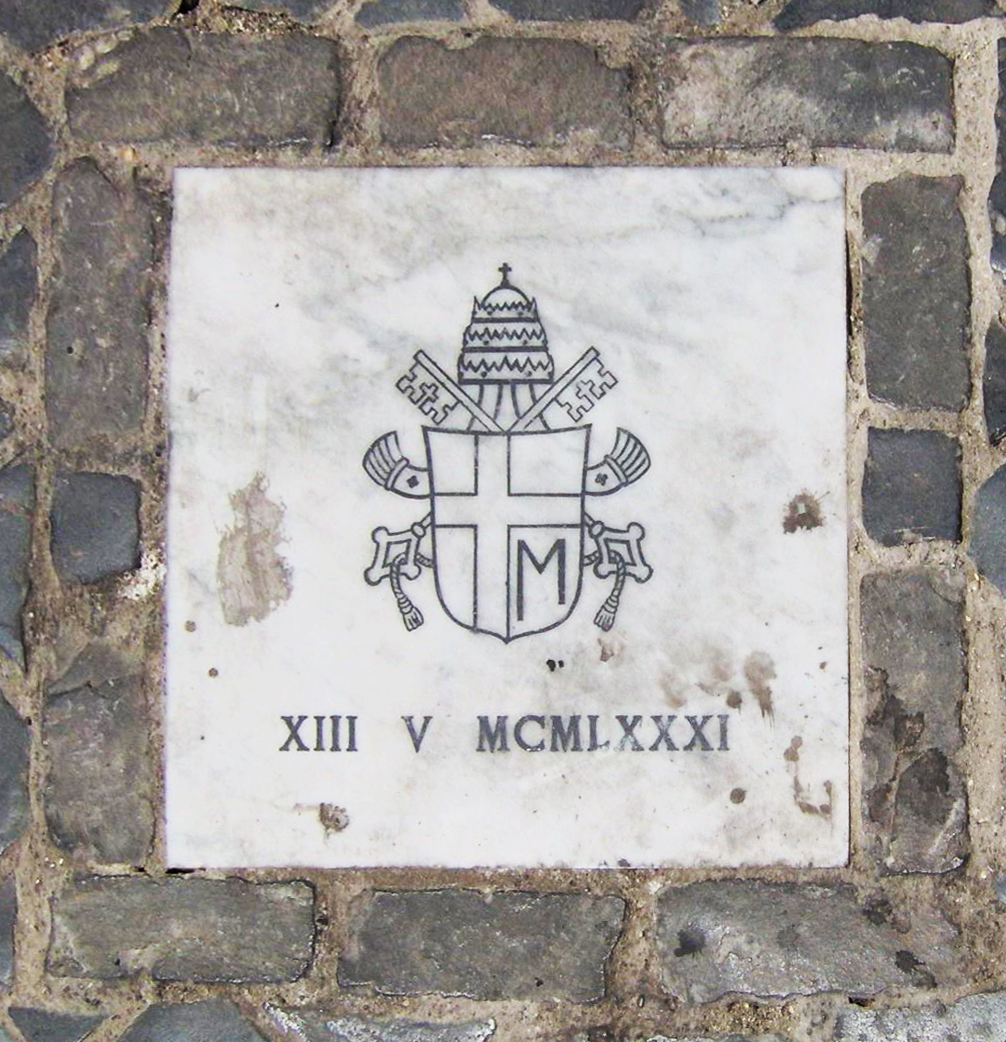
O local exato do atentando foi marcado no chão da Praça de São Pedro. Em uma rocha, estão o brasão de armas de João Paulo II e a data do atentado, em numerais romanos.

Quando ele entrou na Praça de São Pedro para discursar para uma audiência em 13 de maio de 1981, João Paulo II foi baleado e gravemente ferido por Mehmet Ali Ağca, um perito atirador turco que era membro do grupo militante fascista Lobos Cinzentos. O assassino usou uma pistola semi-automática 9 mm Browning, atingindo-o no abdômen e perfurando seu cólon e intestino delgado várias vezes. João Paulo II foi levado às pressas para a Policlínica Gemelli. No caminho para o hospital, ele perdeu a consciência. Ele passou por cinco horas de cirurgia para tratar sua perda maciça de sangue e feridas abdominais. Os cirurgiões realizaram uma colostomia, reencaminhando temporariamente a parte superior do intestino grosso para deixar a parte danificada inferior curar. Quando ele ganhou rapidamente a consciência antes de ser operado, ele instruiu os médicos para não remover o seu Escapulário de Nossa Senhora do Carmo durante a operação. O Papa afirmou que Nossa Senhora de Fátima ajudou a mantê-lo vivo durante todo esse período de recuperação.
Internado de urgência na Policlínica Agostini Gemelli, o papa foi submetido a delicada cirurgia de cinco horas e vinte minutos, com extirpação de 55 centímetros de intestino. A 20 de Junho, 17 dias depois de ter alta, é internado de novo na mesma clínica de Roma para ser tratado de uma infecção de citomegalovírus, resultante da operação anterior.
Coincidentemente, os tiros disparados contra o Papa foram feitos no dia 13 de maio. Nesta data, em 1917, Nossa Senhora de Fátima teria feito a sua primeira aparição aos três pastorinhos. O Pontífice sempre afirmou que a Virgem Maria teria "desviado as balas" e salvo a sua vida nesse dia.
| “                                                                              | Eu poderia esquecer que o evento (Tentativa de assassinato de Ali Agca) na Praça de São Pedro teve lugar no dia e na hora em que a primeira aparição da Mãe de Cristo aos pastorinhos estava sendo lembrada por 60 anos em Fátima, Portugal? Mas em tudo o que aconteceu comigo naquele mesmo dia, senti que a proteção extraordinária maternal e cuidadosa, acabou por ser mais forte do que a bala mortal. | ” |
| — Papa João Paulo II -Memória e Identidade, Weidenfeld & Nicolson, 2005, p.184 | |   |

### Segunda tentativa
A segunda tentativa de assassinato ocorreu em 12 de maio de 1982, apenas um dia antes do aniversário da primeira tentativa contra sua vida, em Fátima, Portugal quando um homem tentou esfaquear João Paulo II com uma baioneta. Ele foi parado por guardas de segurança, embora o Cardeal Stanisław Dziwisz mais tarde afirmou que João Paulo II tinha sido ferido durante a tentativa, mas conseguiu esconder uma ferida não-fatal.

## Após as tentativas de assassinato
João Paulo II recuperou-se totalmente da primeira tentativa de assassinato, e ostentou uma ótima condição física ao longo da década de 1980. Em 15 de julho de 1992, retirou um tumor benigno e 15 centímetros do intestino. Em novembro de 1993, ele escorregou em um pedaço de carpete recém-instalado e caiu vários degraus, quebrando o ombro direito. Quatro meses mais tarde, ele caiu em sua banheira, quebrando seu fêmur, resultando em uma visita a Policlínica Gemelli para uma substituição do quadril. Ele raramente andou em público após isso, e começou a ter a fala arrastada e dificuldade em ouvir. Suspeitava-se que o pontífice estivesse com a doença de Parkinson, embora tenha sido revelado apenas em 2001 pelo cirurgião ortopédico italiano, Dr. Gianfranco Fineschi. A administração do Vaticano finalmente confirmou a doença de Parkinson que em 2003, depois de mantê-la em segredo por 12 anos.
O Dr. Gianfranco Fineschi tinha uma clara preocupação com a saúde do papa, ainda mais após o ano de 2000, ano em que a Igreja Católica comemorou o Grande Jubileu de 2000, quando a agenda do papa estava lotada de atividades e Fineschi disse que: "Fico muito preocupado cada vez que o Papa viaja, ou cada vez que se sente cansado durante uma cerimônia oficial. Eu deveria recomendar-lhe descanso, mas seria inútil. As operações às quais foi submetido e o mal de Parkinson têm feito com que ele sofra muito".
Em fevereiro de 2005, o pontífice foi novamente levado para a Policlínica Gemelli com inflamação e espasmos da laringe, resultado da gripe. Ele teve de voltar por causa da dificuldade em respirar. Foi realizada uma traqueostomia, que melhorou a respiração do Papa, mas limitou sua capacidade de falar, para sua frustração. O Vaticano confirmou que ele estava perto da morte em março 2005, poucos dias antes de morrer. Nessa época chegou a correr boatos da renúncia do papa.